# Gonadotropina
Las gonadotropinas o gonadotrofinas son una serie de hormonas secretadas por la hipófisis (glándula pituitaria), gracias a la hormona liberadora de gonadotropina (GnRH), y que están implicadas en la regulación de la reproducción en los vertebrados.
Hay cuatro gonadotropinas: la hormona luteinizante (LH por sus siglas en inglés), la hormona estimulante del folículo (FSH por sus siglas en inglés), la gonadotropina coriónica humana (HCG) y la gonadotropina coriónica alfa (αhCG).

## Funciones
En el varón,
la hormona luteinizante (LH) actúa sobre las células de Leydig y estimula la síntesis de testosterona.

Por otro lado, la hormona estimulante del folículo (FSH) actúa sobre las células de Sertoli estimulando la secreción de inhibina. Además, la FSH es esencial para la espermatogénesis (formación de espermatozoides).
En la mujer,
la hormona luteinizante LH es la responsable de que se inicie la ovulación. Al inicio del ciclo menstrual se encuentra en niveles basales y en el momento de la ovulación hay un aumento brusco de LH que se conoce como ola o pico de LH que induce la rotura del folículo dominante liberando el oocito y posteriormente determina la formación del cuerpo lúteo. Además, la LH estimula a las células de la teca, que producen testosterona, que rápidamente es convertida en estrógenos por las células de la granulosa.
 
Por otro lado, la hormona estimulante del folículo FSH estimula el crecimiento del folículo ovárico que contiene el óvulo. Además, actúa favoreciendo la secreción de estrógenos por las células de la granulosa. La concentración de FSH es máxima en la primera parte del ciclo menstrual, durante las primeras etapas de desarrollo del folículo. 
Una de las funciones principales de la gonadotropina coriónica humana (HCG) (químicamente una glucoproteína) es administrar los factores nutricionales y estimular la producción de cantidades necesarias de otras hormonas para el embrión. La HCG es producida por células trofoblásticas (del sincitiotrofoblasto) de la placenta de la mujer durante el embarazo; aumenta su concentración en la sangre y en la orina de la mujer poco tiempo después de la implantación del embrión, y su presencia sirve para realizar pruebas de diagnóstico de embarazo. La prueba de HCG es la base histórica y actual del diagnóstico de embarazos. También se utiliza para diferenciar falsos embarazos que pueden constituirse en tumores, así como en varones es útil para la etapificación y seguimiento en el cáncer testicular.
En la mujer, la HCG estimula la maduración del óvulo, y en los varones la producción de testosterona dentro de los testículos. Una de las funciones más importantes es la de prevenir la involución normal del cuerpo lúteo al final del ciclo sexual femenino. El cuerpo lúteo, además de secretar esta hormona, secreta progesterona y estrógenos.

## Papel en el ciclo reproductor de la mujer
Los años de función reproductiva de la mujer se caracterizan por cambios rítmicos en las tasas de secreción de las hormonas femeninas y por cambios correspondientes en los órganos sexuales. Las funciones sexuales y reproductivas en la mujer pueden dividirse en dos fases principales: la primera es la preparación del cuerpo para la concepción, la segunda es el periodo de gestación o embarazo.
Durante el periodo de gestación, se producen en la mujer grandes cantidades de estas hormonas: gonadotropina coriónica humana, estrógenos, progesterona y somatotropina coriónica, ya que sus niveles son esenciales para la supervivencia del embarazo.
Una función principal de la gonadotropina coriónica humana consiste en administrar los factores nutricionales y estimular cantidades necesarias de otras hormonas para mantener en óptimas condiciones el endometrio y la cavidad uterina, que, en caso de no haber concepción o cantidad insuficiente de esta hormona, se perdería en forma de líquido menstrual.

## Aplicaciones
La HCG tiene otras aplicaciones diagnósticas, aparte del monitoreo del periodo de gestación y sus consecuencias después de este. También se utiliza como un marcador tumoral en diferentes trastornos neoplásicos en la mujer y en el hombre.
Existen diferentes métodos cuantitativos de laboratorio para determinar la presencia y niveles de esta hormona, ya que con los años se han actualizado y purificado para el estudio, valoración y diferenciación de diversos diagnósticos.
El patrón de estudio de esta hormona es de gran importancia, ya que nos proporciona aspectos clínicos importantes durante las diferentes etapas de la reproducción del hombre y de la mujer.